# Náměstí Přemysla Otakara (Litovel)
Náměstí Přemysla Otakara leží v centru města Litovel (okrese Olomouc v Olomouckém kraji) jižně od náhonu a ramena řeky Moravy zvaného Dušní Morava.

## Historie a popis

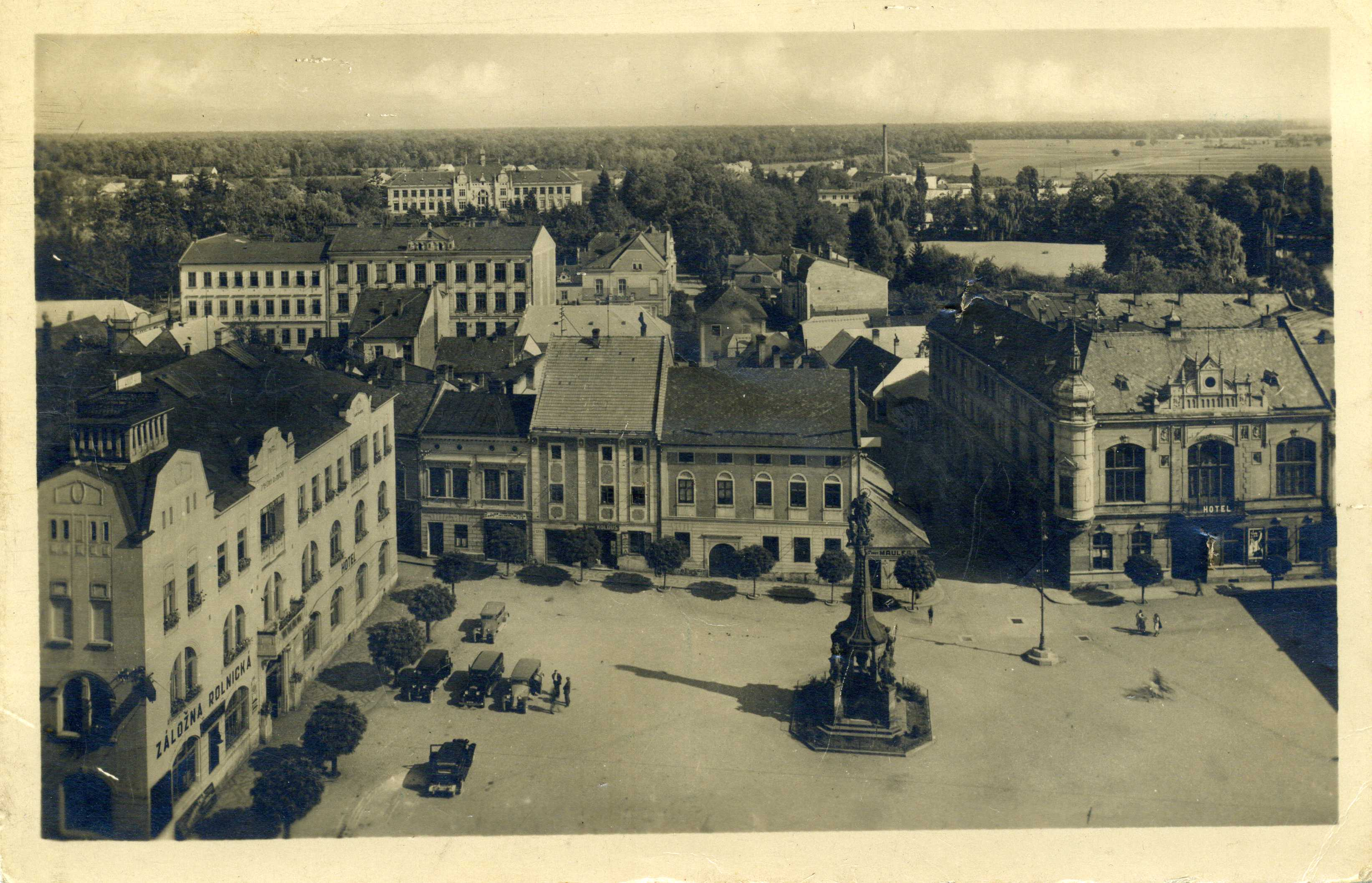
Pohled na náměstí z věže radnice; někdy před rokem 1939

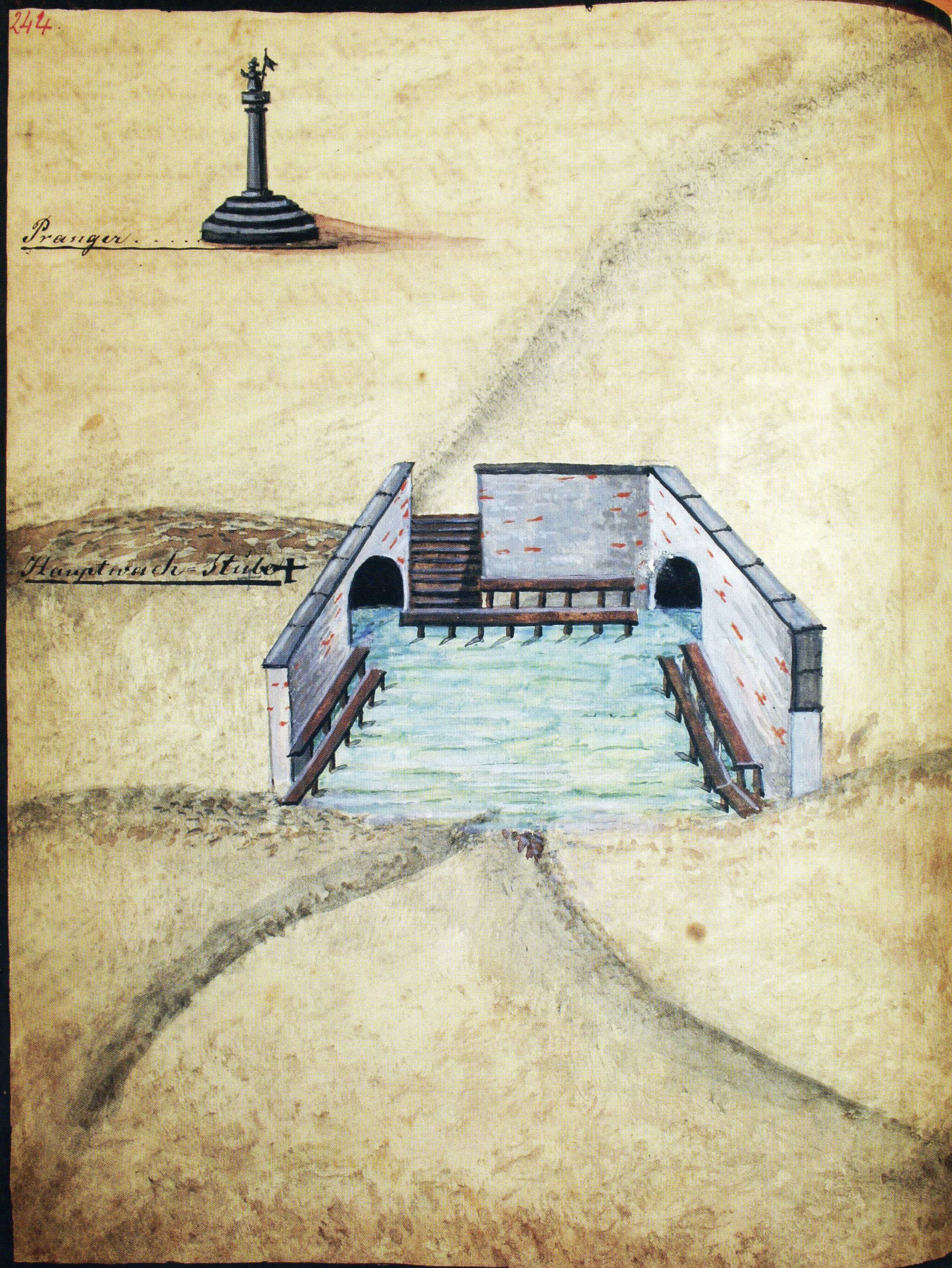
Původní podoba západního sestupu k Nečízu; v pozadí dnes již neexistující pranýř

Náměstí má téměř čtvercový půdorys, ke kterému se sbíhá devět ulic: Kostelní, Vlašímova, Masarykova, Šafaříkova, Husova, Poděbradova, 1. máje, Boskovicova a Šerhovní. Přirozenou architektonickou dominantou je budova radnice na západní straně náměstí s 65,4 m vysokou věží, pod kterou protéká Nečíz, původní mlýnský náhon.
Mezi jeho další ozdoby patří morový sloup od Václava Rendera a pohled na odkrytou část toku Nečízu, který pod náměstím protéká od poloviny 19. století. Přístup k Nečízu, jehož sedláci využívali ke svlažování dobytka, byl z hygienických důvodů změněn, byl ohrazen a vedou k němu schody. Historický Langův dům v severozápadní části náměstí je stejně jako radnice kulturní památkou České republiky.
Do roku 1817 na náměstí stával pranýř, jehož dřevěné a kamenné základy byly objeveny během rozsáhlé rekonstrukce náměstí v roce 2014, po které bylo místo s pranýřem v nové dlažbě vyznačeno a popsáno. Během ní byly také odkryty pozůstatky mostu snad z 16. století a starou dlažbu, která se svažovala k Nečízu. Archeologický průzkum také ukázal, že uliční síť v Litovli se shoduje s tou z doby založení města v polovině 13. století.

## Vývoj názvu
Náměstí mělo původně, stejně jako další litovelské ulice, jen německé názvy a pro hlavní náměstí se používalo prosté Ringplatz (náměstí, rynek). Oficiálně tak bylo pojmenováno v roce 1893. Od roku 1895 byly tabulky s názvy ulic dvojjazyčné s němčinou nahoře, nicméně na přelomu století se vyvinula debata o přechodu na pouze české názvy. Proti tomu se ohrazovala německá menšina, ale nakonec radní rozhodli pro českou verzi názvů i proto, že německá menšina česky uměla.
Rozhodovalo se také o novém názvu náměstí, a proti sobě stály dva návrhy. Německý je chtěl pojmenovat na památku císařových 70. narozenin Císaře Františka Josefa, český prosazoval název po zakladateli města, Přemyslu Otakarovi II., který získal většinu hlasů.

## Využití náměstí
Na náměstí se nachází turistické informační centrum, pobočky pojišťoven a bank a řada restauračních podniků. Významnou budovou je bývalý hotel Záložna, jež je poprvé zmiňována v roce 1625 coby hostinec U Černého medvěda. Po rekonstrukci dokončené v roce 2011 jsou v interiéru restaurace umístěny dekorace připomínající historii litovelského pivovaru.
Na náměstí pravidelně probíhají lokální události, mezi jinými například červnový festival Hanácké Benátky nebo prosincové slavnostní rozsvícení vánočního stromu.

## Galerie

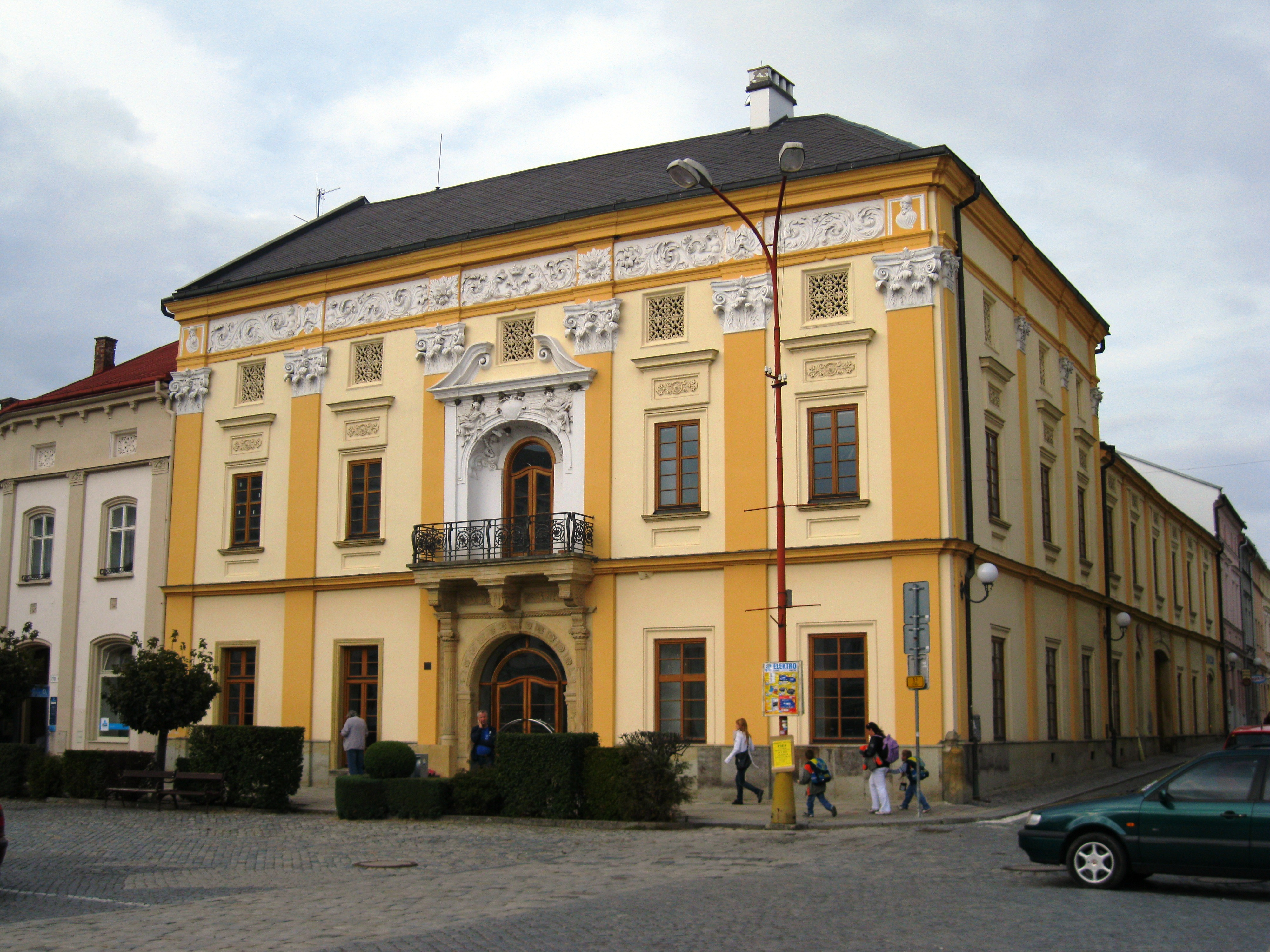
Langův dům
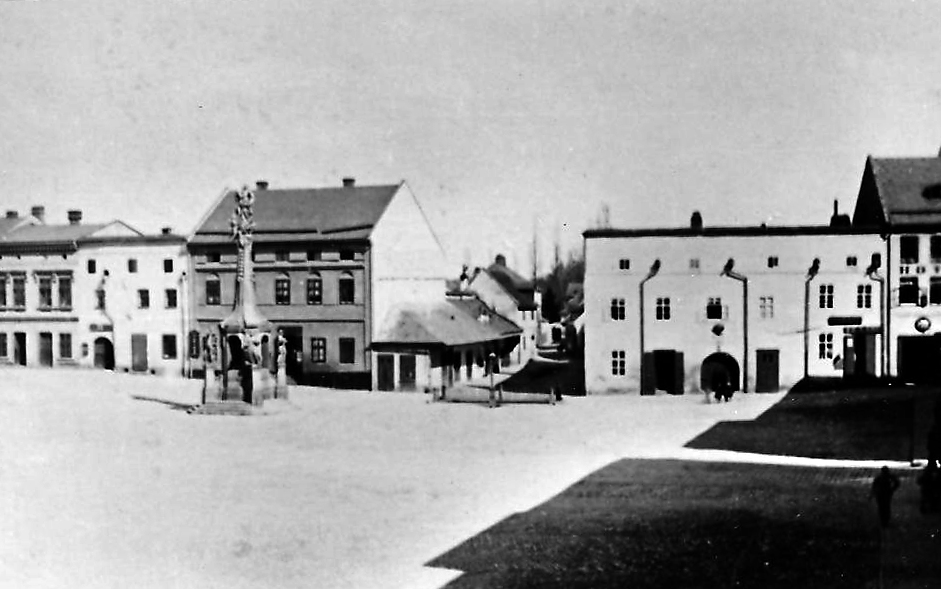
Pohled na náměstí v roce 1890
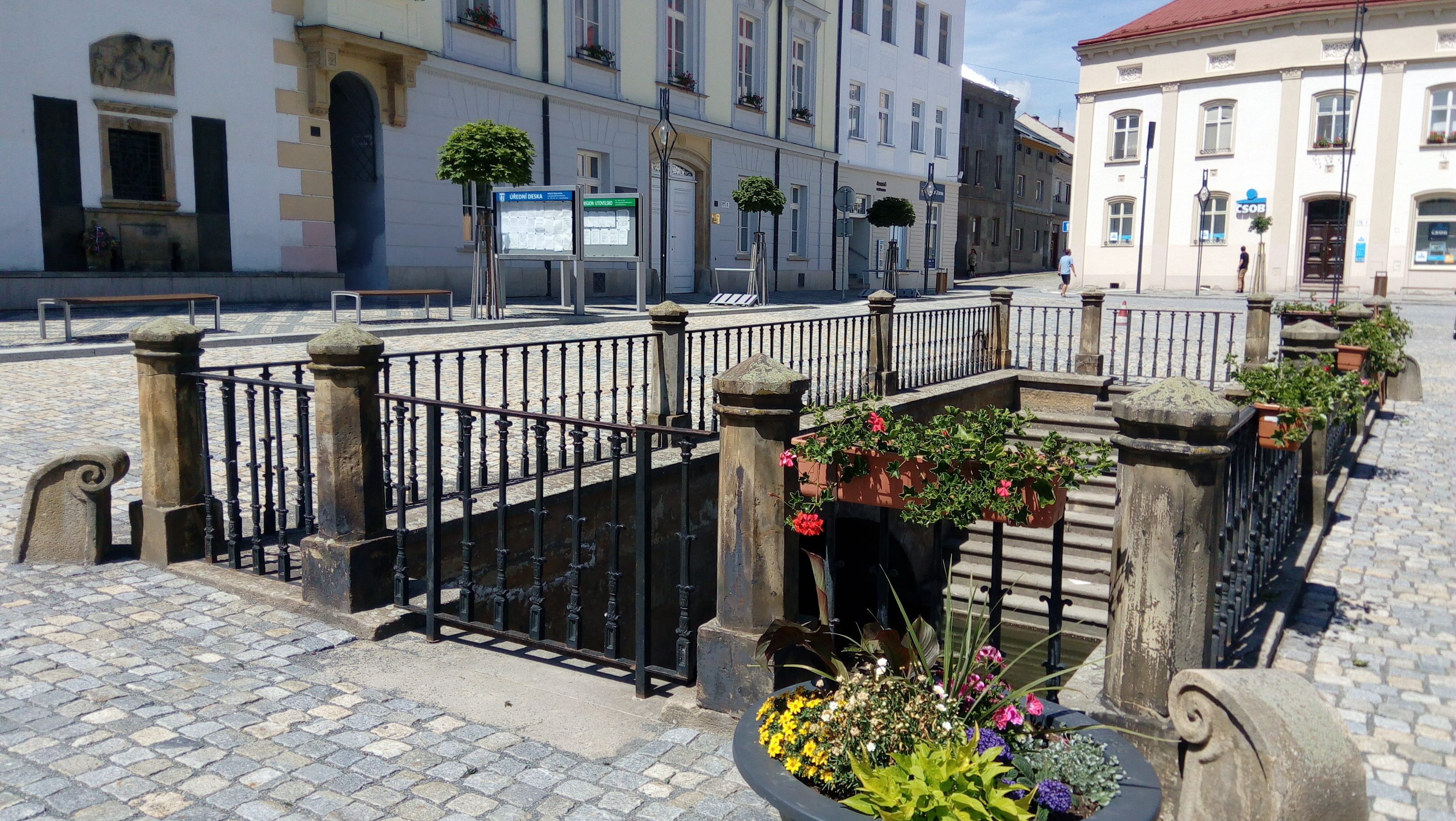
Přístup k Nečízu
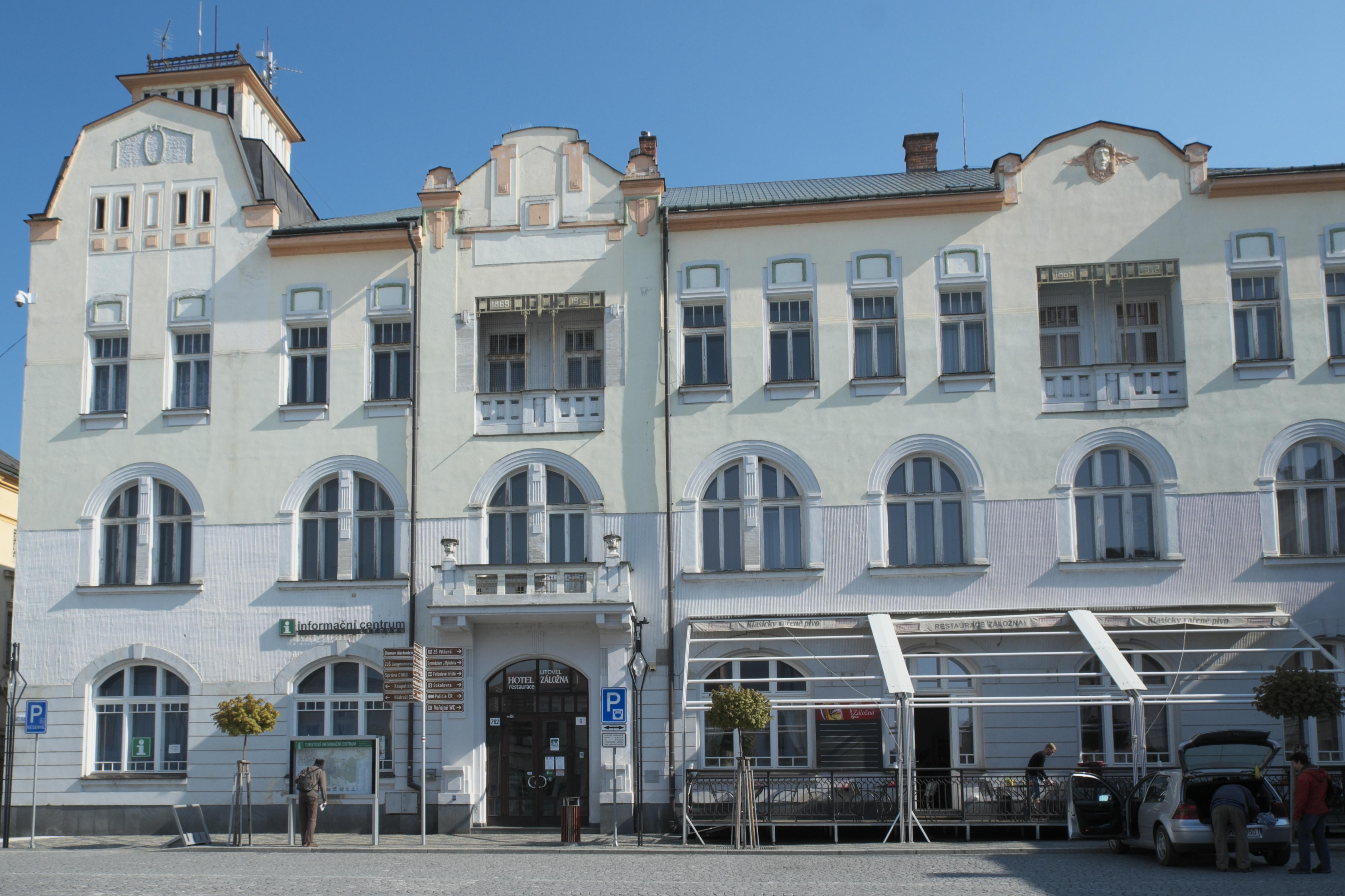
Hotel Záložna
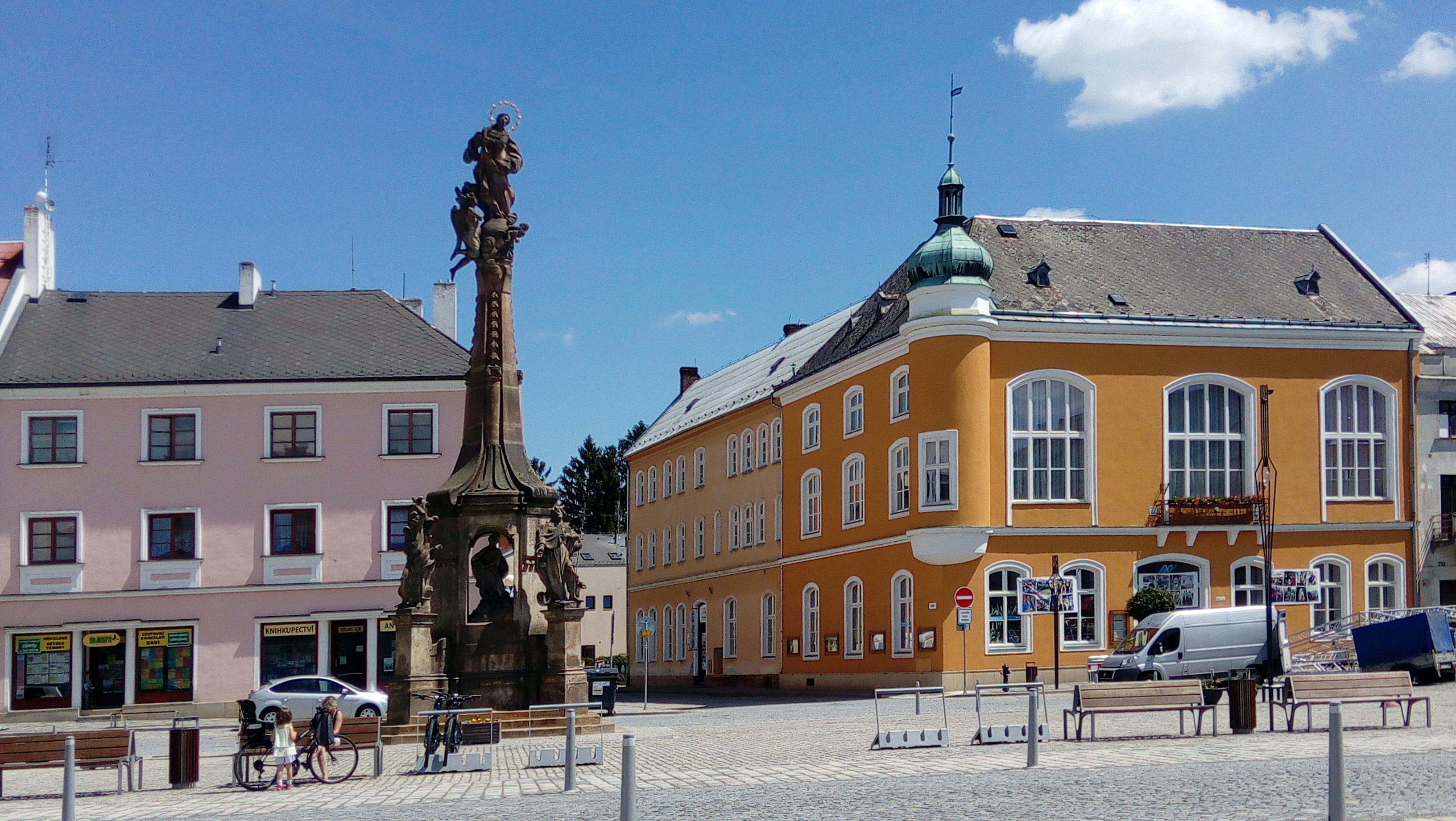
Východní část náměstí s morovým sloupem
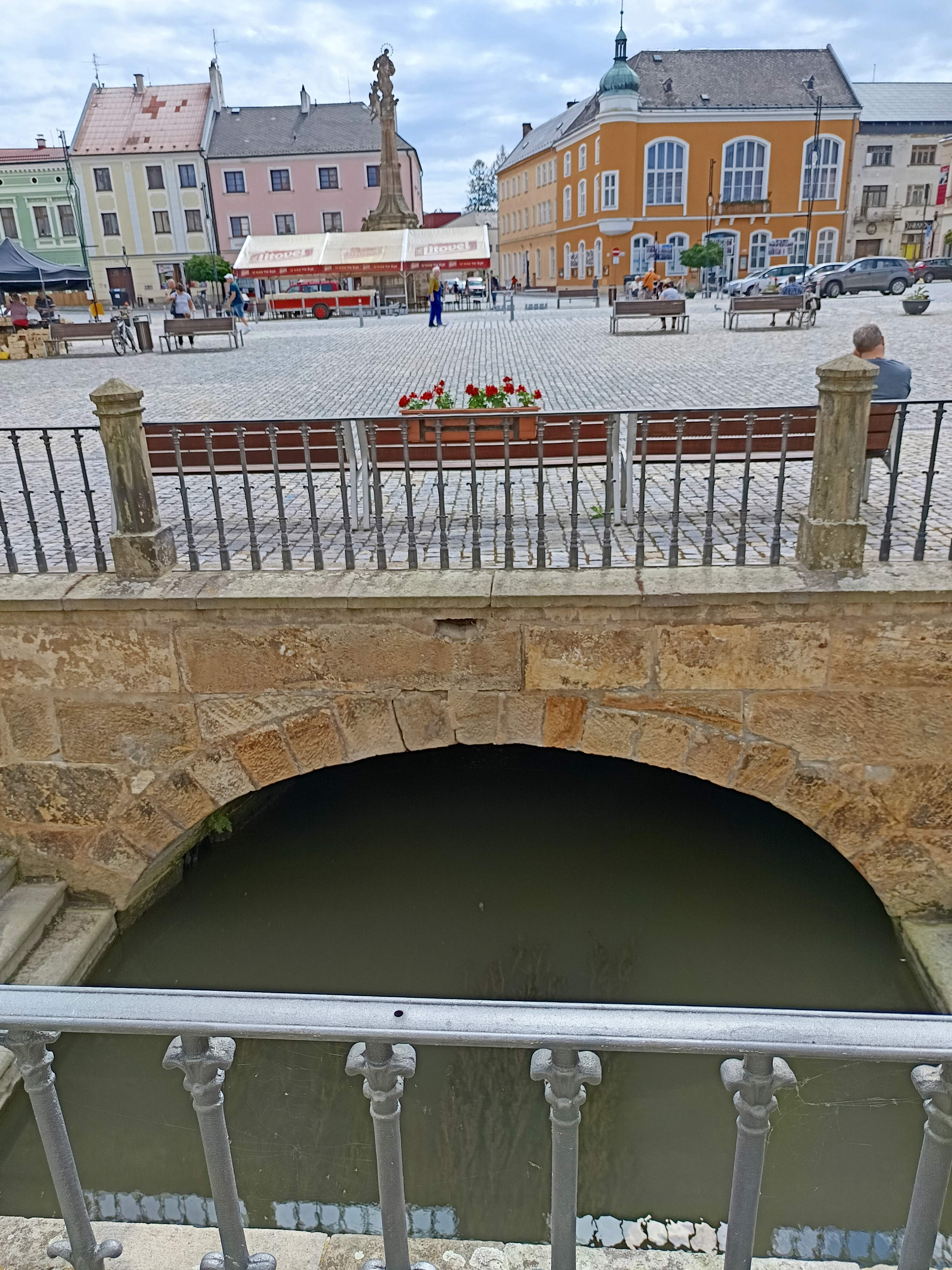